# 2064: Read Only Memories
2064: Read Only Memories ist ein Adventure-Spiel in einem Cyberpunk-Szenario, das seit 2015 auf verschiedenen Computerspielplattformen veröffentlicht wurde. Ursprünglich erschien es nur unter dem Titel Read Only Memories, seit Veröffentlichung einer stark überarbeiteten Version ab dem Jahr 2017 dann jedoch mit dem Jahreszahlzusatz.

## Handlung und Spielprinzip
Read Only Memory ist ein Point-&-Click-Adventure in Pixeloptik. Es spielt im Jahr 2064 in der Metropole Neo-San Francisco. Über Nacht bricht ein Roboter in die Wohnung des Spielers ein und stellte sich als ROM (Relationship and Organizational Manager) mit dem Namen Turing vor. Turings Erbauer Hayden Webber, ein alter Freund des Spielercharakters, wurde entführt und Turing überprüft nun Haydens Kontakte auf mögliche Beteiligte an der Entführung. Turing und der Spielercharakter schließen sich für die Ermittlung zusammen und stoßen im Verlauf auf weitere Verbrechen.
Das Zukunftsszenario zeichnet sich durch eine LGBT-freundliche Gesellschaft aus, mit Ausnahme genetisch und technisch veränderter Menschen, die v. a. von Aktivisten der Human Revolution kritisiert werden und um ihre Gleichberechtigung kämpfen. Ein weiterer Akteur ist die große Technologie-Firma Parallax, die großen Einfluss auf die privatisierte Polizei ausübt.

## Entwicklung
Entwickler des Spiels sind die Gründer von GaymerX, einer amerikanischen Organisation zur Förderung von LGBT-Themen mit Schwerpunkt Computerspiele und unter anderem Ausrichter eines gleichnamigen Festivals. Die Organisation hatte sich nach einer erfolgreichen Crowdfunding-Kampagne über die Plattform Kickstarter 2012 gegründet. Dezember 2013 gelang ihnen ebenfalls über Kickstarter unter dem Kampagnentitel ROM: Read Only Memory mit mehr als 64.000 US-Dollar der Finanzierungsanschub für ein Adventure. Das Finanzierungsziel von 62.000 Dollar wurde damit knapp übertroffen, durch die Teilnahme am Programm Free The Games Fund des Konsolenherstellers Ouya erhielt das Team nochmals eine Förderung in Höhe der ursprünglichen Zielsumme, im Gegenzug für eine zeitlich begrenzte Exklusivität für die Ouya.
Das Spiel kam 2015 für Windows, Mac OS, Linux und Ouya auf den Markt. Noch im selben Jahr wurden Portierungen für die PS4 angekündigt. 2017 erschien das Spiel für PlayStation und PlayStation Vita, 2018 dann für Xbox One, Switch, Android und iOS.

## Synchronisation
| Rolle             | englischer Sprecher |
| ----------------- | ------------------- |
| Erzähler          | David Fennoy        |
| Turing            | Melissa Hutchison   |
| Yannick Fairlight | Adam Harrington     |
| Vincent Mensah    | Xavier Woods        |
| Brian Mulberry    | Jim Sterling        |
| Katelyn           | Zoë Quinn           |
| Starfucker        | Nathan Sharp        |
| Keith             | Terence McGovern    |
| TOMCAT            | Erin Yvette         |
| Hayden Webber     | Todd Bridges        |

## Rezeption
Die Bewertungen fielen zumeist positiv aus.

„Wieviel Interaktivität braucht es, um ein Adventure zu sein? Aktuelle Titel von Telltale oder auch ‚Life is Strange‘ werden immer mehr zum interaktiven Film, dürfen sich aber auch Adventure nennen. Ähnlich ist es auch hier. Nach rund zehn Stunden in Neo-San Francisco habe ich zwar eine interessante Geschichte gelesen (anders kann man es leider nicht sagen), ein Gefühl von Interaktivität kam nicht wirklich auf.“

“Impressive efforts with a few noticeable problems holding them back. Won't astound everyone, but is worth your time and cash.”

„Beeindruckende Leistung mit einigen wenigen auffälligen Problemen, die es ausbremsen. Wird nicht jeden überraschen, ist aber eure Zeit und euer Geld wert.“